# Monoklonal antikropp
Monoklonala antikroppar (mAb) är antikroppar som är identiska eftersom de kommer från dotterceller av en och samma B-cellsklon. De skiljer sig från polyklonala antikroppar, där det finns massor av olika typer av antikroppar, eftersom de är gjorda av många olika B-celler. Monoklonala antikroppar har blivit ett användbart verktyg inom biokemi, molekylärbiologi och medicin.

## Produktion
Om en främmande substans förs in i ett ryggradsdjur kommer delar av immunsystemets B-celler att aktiveras och omvandlas till plasmaceller och börja producera antikroppar som känner igen antigenen i fråga.  En B-cell producerar bara en typ av antikroppar men i ett immunsvar kommer många B-celler att producera många olika sorters antikroppar. Denna naturliga blandning av antikroppar kallas polyklonala antikroppar. När man producerar monoklonala antikroppar tar man B-celler från mjälten eller lymfknutor från ett djur som har blivit utsatt för den aktuella antigenen flera gånger. Dessa B-celler slås sedan samman med en typ av cancerceller. Dessa celler (som kallas hybridomer) kan odlas upp i stora mängder och kommer producera stora mängder av endast en typ av antikropp. 

## Användningsområden
Monoklonala antikroppar används inom biokemisk och medicinsk forskning som reagens mot proteiner. Eftersom de bara binder till ett slags protein är de mer specifika än polyklonala antikroppar, som kan binda många olika sorters protein.
Under de senaste åren har många monoklonala antikroppar börjat användas kliniskt, och används framgångsrikt i patienter med reumatoid artrit och cancer. 